# Agyrtidia olivensis
Agyrtidia olivensis là một loài bướm đêm thuộc phân họ Arctiinae, họ Erebidae.